# Zlatna jezičnica
Zlatna jezičnica (sibirska jezičnjača, sibirska grozdičnica; lat. Ligularia sibirica) je tipična vrsta iz roda Ligularia.

## Opis biljke
Zlatna jezičnica je trajnica, visine i više od 2 m. Stabljika je ravna i nerazgranjena, u presjeku šuplja. Donji su listovi na dugoj peteljci, sjajni, srcoliki i veliki (10 do 15 cm). Na stabljici smjerom prema vrhu, listovi su sve manji i sjedeći. Na vrhu stabljike u dugom grozdastom cvatu nalazi se veliki broj zlatnožutih glavičastih cvatova. Rubni su cvjetovi glavičastog cvata jezičasti, (8-10 cvjetova), a središnji su cjevasti. Plod je kratka smeđa roška s bjelkastim papusom. Cvat je najljepše razvijen od sredine kolovoza do sredine rujna. 

## Rasprostranjenost biljke
1989. godine, vrsta je nađena u Nacionalnom parku Plitvička jezera i tad je prvi put zabilježena za floru Hrvatske. Ona je u velikom broju primjeraka nađena na dva lokaliteta u Parku. Raste u dolini na vlažnom i močvarnom staništu uz potok i uz grmlje crne johe i vrba. Prema dosadašnjim spoznajama nalaz zlatne jezičnice u Nacionalnom parku Plitvička jezera predstavlja najjužnije nalazište vrste unutar areala. Glavni areal vrste nalazi se u srednjoj i istočnoj Aziji. U Europi je raširena u francuskom Srednjogorju, Tatrama (do 900 m/nm), Poljskoj, istočnoj Austriji, Rumunjskoj, Bugarskoj, na području istočnog i zapadnog dijela Karpata i na Uralu. Na čitavom prostoru razvija se na sličnim staništima kao i u Parku.